# 羅特納塞山
45°59′12″N 7°48′40″E / 45.986777°N 7.810999°E

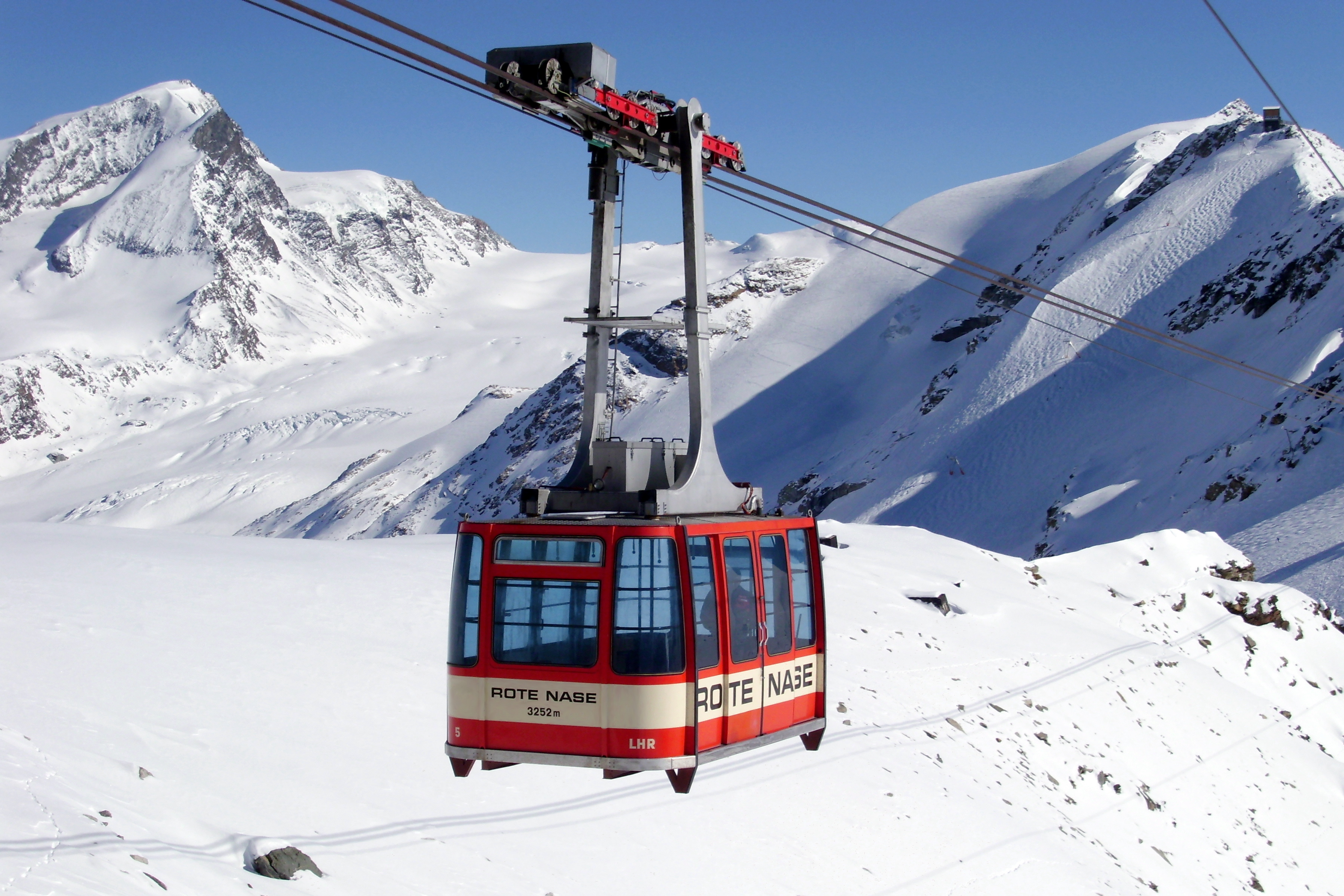

羅特納塞山（Rote Nase），是瑞士的山峰，位於該國西南部，由瓦萊州負責管轄，屬於本寧阿爾卑斯山脈的一部分，海拔高度3,251米，每年平均降雨量1,358毫米。